# Lijst van Stolpersteine in Hulst
De lijst van Stolpersteine in Hulst geeft een overzicht van de gedenkstenen die in de gemeente Hulst in de Nederlandse provincie Zeeland zijn geplaatst in het kader van het Stolpersteine-project van de Duitse beeldhouwer-kunstenaar Gunter Demnig.
Stolpersteine zijn opgedragen aan slachtoffers van het nationaalsocialisme, al diegenen die zijn vervolgd, gedeporteerd, vermoord, gedwongen te emigreren of tot zelfmoord gedreven door het nazi-regime. Demnig legt voor elk slachtoffer een aparte steen, meestal voor de laatste zelfgekozen woning.
Omdat het Stolpersteine-project doorloopt, kan deze lijst onvolledig zijn.

## Stolpersteine
In Hulst ligt een Stolperstein.

### Hulst
| Afbeelding | Inscriptie                                                              | Adres                   | Herdachte persoon                   |
| ---------- | ----------------------------------------------------------------------- | ----------------------- | ----------------------------------- |
|            | HIER WOONDE EMILE ALBERTUS ECKSTEIN GEB. 1920 VERMOORD 9.4.1943 SOBIBOR | Houtmarkt 8 Kaart (OSM) | Emile Albertus Eckstein (1920-1943) |

## Data van plaatsingen
- 30 april 2018: een Stolperstein op Houtmarkt 8